# تومي هاريس
تومي هاريس (بالإنجليزية: Tommy Harris)‏ (8 نوفمبر 1924 بتشيلسي في المملكة المتحدة - 11 أكتوبر 2001 بتشيلسي في المملكة المتحدة) هو لاعب كرة قدم بريطاني (وحمل سابقاً جنسية المملكة المتحدة لبريطانيا العظمى وأيرلندا) في مركز الهجوم. لعب مع تونبريدج أنغلز وكولتشستر يونايتد ونادي فولهام ونادي ليتون أورينت ونادي هيلينغدون بورو وDeal Town F.C. ‏.